# Baby Mama (singolo)
Baby Mama è un singolo della cantautrice statunitense Brandy, pubblicato il 1º maggio 2020 come primo estratto dal settimo album in studio B7.

## Descrizione
Il brano, che ha visto la partecipazione del rapper statunitense Chance the Rapper, è stato scritto dagli stessi interpreti con Akil King e Kimberly Krysiuk e prodotto da Brandy con Hit-Boy e LaShawn Daniels. È composto in chiave di Re bemolle maggiore ed ha un tempo di 159 battiti per minuto. Il singolo è stato descritto come un tributo al rapporto che la cantautrice ha con sua figlia; Brandy ha affermato che riguarda «la forza d'animo necessaria non solo nella maternità, ma nella vita» di ogni donna che si trova nella situazione di dover proseguire con la propria carriera e dedicare tempo alla famiglia.

## Video musicale
Il videoclip, diretto da Derek Blanks and Frank Gatson Jr., è stato reso disponibile il 4 maggio 2020.

## Tracce
Testi e musiche di Brandy Norwood e Chance the Rapper.
1. Baby Mama (feat. Chance the Rapper) – 3:18